# Barry B. Longyear
Barry B. Longyear, född 12 maj 1942 i Harrisburg i Pennsylvania, död 6 maj 2025, var en amerikansk science fiction-författare som belönades 1979 med Nebulapriset för kortromanen Enemy Mine. Denna kortroman skrev han senare om, tillsammans med David Gerrold, till en fullängdsroman och den har även gjorts om till film. Han är den ende hittills som har vunnit Nebulapriset, Hugopriset och Campbellpriset (för samma berättelse) samma år. Jämföras kan William Gibson som vunnit Nebulapriset, Hugopriset och Philip K. Dick-priset 1984.